# Sussex, New Jersey
Sussex är en kommun (borough) i Sussex County i delstaten New Jersey, USA.